# 梁山都市鉄道
梁山都市鉄道（ヤンサンとしてつどう、양산도시철도）、または釜山都市鉄道梁山線（いずれも仮称）は、大韓民国釜山広域市金井区の老圃駅と慶尚南道梁山市の北亭駅を結ぶ釜山都市鉄道の鉄道路線。前者の呼称は梁山市、後者は国土交通部が使用している。
規格が異なるものの、既存の釜山交通公社1号線の延伸構想としての面もあり、報道では「1号線延長線」、「梁山1号線」なども使われている。

## 概要
ほぼ全区間を国道35号線と京釜高速道路に沿ったルートとなっている。梁山市北部の工業団地が点在する北亭洞地区、市庁、開発中の沙松新都市と既存の釜山交通公社1号線と2号線を有機的に結び付け、釜山市内へのアクセスを改善するために整備が決定された。暫定名称として使われている梁山線の呼称は、かつて同市内の2号線延伸区間整備時にも使われていた。ゴムタイヤ方式の案内軌条式鉄道が採用され、駅部分を除き全線単線となっている。初期は既存1～3号線と同じ規格で梁山都心を境に北部区間は2号線を延伸、南東部は1号線を延伸する構想だったがコストパフォーマンス評価が低いためにAGTとなった。
当初は全長12.51kmで計画されていたが、蔚山広域市と梁山市を結ぶ軽電鉄計画を国土交通部が本路線の延伸構想に組み込んだ。それに伴う終着2駅の立地変更などを経て1.079km短縮された11.43kmで確定した。
梁山市都心部から北亭方面への延伸は当初2号線が担う計画だったが、梁山市が開業後の赤字補填を含む多額の財政負担を嫌ったためにこれを放棄、当路線がこれを代替することとなった。
2号線の梁山駅とは320メートルの連絡橋で本路線の梁山市庁駅と連結する計画だったが、2号線を北へ700メートル延伸し梁山総合運動場にそれぞれ隣接させた駅を設置しての乗り換えに変更された。
梁山市東面の沙松新都市には2駅が設置されるが、開発を担当する韓国土地住宅公社（LH）が受益者負担の了解覚書を一旦反故にし、拠出を渋ったことで2017年起工予定が遅れたものの、その後373億ウォンを拠出することで梁山市と合意し、2018年3月末に起工された。
全体を4つの工区（1、3工区はターンキーでそれぞれ大宇建設と高麗開発が受注。2、4工区は設計と施工を別で入札）に分割して施工される。

## 路線概要
- 総延長：11.4㎞
- 駅数：7
- 運行方式：無人自動運転/中央管制システム
- 着工：2018年
- 開通：2026年（予定）
- 総事業費：5516億ウォン（韓国政府60%、地方〈慶尚南道、釜山市、梁山市、韓国土地住宅公社〉40%）
- 車両基地：梁山市東面石山里
- トンネル：2ヶ所[9]

## 歴史
- 2007年12月 - 予備妥当性調査。
- 2011年11月 - 妥当性調査と基本計画策定着手[10]。
- 2013年
  - 1月 - 梁山市が慶尚南道に基本計画案提出[11]。
  - 8月 - 慶尚南道が国土交通部に基本計画案提出[10]。
- 2015年
  - 3月 - 国土交通部基本計画告示[12]。
  - 5月20日 - 釜山交通公社が梁山市と計画・設計・施工管理・試運転までの一連業務に関する受託契約を締結[13]。
- 2016年6月 - 国土交通部第3次国家鉄道網計画に組み込まれる[1]。
- 2017年7月 - 国土交通部基本計画変更告示により距離短縮が盛り込まれる[14]。
- 2018年
  - 3月23日 - 2号線延伸を含む事業計画が承認[15]。
  - 3月28日 - 梁山総合運動場で第3工区の起工式が行われる[16]。
- 2025年6月 - 梁山市が民間委託運営会社の募集を開始。当初有力だった釜山交通公社は入札不参加を表明[17]。

- 2026年 - 開通予定[18]。

## 車両
- 4号線、沙上下端線と同じくK-AGTがベース[16]。

## 駅一覧
起点以外は仮称。駅番号は1号線既存駅と重複しているが、政府の基本計画に基づく暫定的ものが起点の老圃駅から順に101～107までが割り振られている。表中のキロ程はその後の短縮された修正計画を盛り込んでいない。
| 駅番号 | 駅名             | 駅名             | 駅名                    | 駅間キロ (km) | 累計キロ (km) | 接続路線 | 所在地     | 所在地 |
| 駅番号 | 日本語           | ハングル         | 英語                    | 駅間キロ (km) | 累計キロ (km) | 接続路線 | 所在地     | 所在地 |
| ------ | ---------------- | ---------------- | ----------------------- | ------------- | ------------- | -------- | ---------- | ------ |
| 101    | 老圃駅           | 노포역           | Nopo                    | 0.032         | 0.000         | ●1号線   | 釜山広域市 | 金井区 |
| 102    | 沙松駅           | 사송역           | Sasong                  | 2.833         | 2.865         |          | 慶尚南道   | 梁山市 |
| 103    | 内松駅           | 내송역           | Naesong                 | 1.6425        | 4.5075        |          | 慶尚南道   | 梁山市 |
| 104    | 梁山市庁駅       | 양산시청역       | Yangsan City Hall       | 3.775         | 8.2825        |          | 慶尚南道   | 梁山市 |
| 105    | 梁山総合運動場駅 | 양산종합운동장역 | Yangsan Complex Stadium | 1.0175        | 9.3000        | ●2号線   | 慶尚南道   | 梁山市 |
| 106    | 新基駅           | 신기역           | Singi                   | 1.3800        | 10.680        |          | 慶尚南道   | 梁山市 |
| 107    | 北亭駅           | 북정역           | Bukjeong                | 1.7955        | 12.4755       |          | 慶尚南道   | 梁山市 |